# Lista över byggnadsminnen i Gävleborgs län
Förteckning över byggnadsminnen i Gävleborgs län.

## Bollnäs kommun
| Namn                                  | Ursprunglig funktion               | Byggår                   | Arkitekt | Plats   | Läge               | Anläggnings-ID | Bild                                    |
| ------------------------------------- | ---------------------------------- | ------------------------ | -------- | ------- | ------------------ | -------------- | --------------------------------------- |
| Gästgivars (Vallsta 1:2)              | Bondgård (10 byggnader)            | 1825 eller tidigare      |          | Vallsta | 61.53231, 16.36751 |                | Ladda upp en till bild av denna byggnad |
| Rehnstedts (Ren 30:404)               | Bondgård (1 byggnad)               | 1700-talets senare hälft |          | Bollnäs | 61.35391, 16.44577 |                | Ladda upp en till bild av denna byggnad |
| Renshammar (Ren 15:11, f.d. 15:1)     | Bondgård (3 byggnader)             | 1764                     |          | Bollnäs | 61.35499, 16.42540 |                | Ladda upp en till bild av denna byggnad |
| Styfstorpet (Voxsätter 4:30)          | Torp, soldattorp (7 byggnader)     | 1818                     |          | Bollnäs | 61.31041, 16.43564 |                | Ladda upp en till bild av denna byggnad |
| Västansjö ullspinneri (Västansjö 4:4) | Spinneri (1 byggnad)               | 1867                     |          | Hanebo  | 61.19555, 16.45208 |                | Ladda upp en till bild av denna byggnad |
| Växbo kvarn (Växbo 15:2)              | Kvarn, industrikvarn (4 byggnader) | 1869                     |          | Rengsjö | 61.40548, 16.55529 |                | Ladda upp en till bild av denna byggnad |

## Gävle kommun
| Namn                                                                                        | Ursprunglig funktion                                              | Byggår                   | Arkitekt | Plats             | Läge               | Anläggnings-ID | Bild                                                                      |
| ------------------------------------------------------------------------------------------- | ----------------------------------------------------------------- | ------------------------ | -------- | ----------------- | ------------------ | -------------- | ------------------------------------------------------------------------- |
| Berggrenska gården (Norr 39:3; f.d. Lyktan)                                                 | Borgargård, handelsgård (4 byggnader)                             | 1813                     |          | Gävle             | 60.67343, 17.14346 |                | Ladda upp en till bild av denna byggnad                                   |
| Bönans fyr- och lotsplats (Bönan 5:2)                                                       | Fyrplats (1 byggnad)                                              | 1840                     |          | Bönan             | 60.73895, 17.31907 |                | Ladda upp en till bild av denna byggnad                                   |
| Bränneridrängarnas hus och Engelska byggningen (Strömsbro 57:7-16)                          | Bränneri, industrianläggning (5 byggnader)                        | 1776                     |          | Gävle (Strömsbro) | 60.70068, 17.15952 |                | Ladda upp en till bild av denna byggnad                                   |
| Buregården (Söder 17:7)                                                                     | Bostadshus (1 byggnad)                                            | 1880                     |          | Gävle             | 60.67307, 17.15240 |                | Ladda upp en till bild av denna byggnad                                   |
| Dybeckska gården (Norr 34:4; f.d. Oxenstjärna 4)                                            | Borgargård, handelsgård (4 byggnader)                             | 1870                     |          | Gävle             | 60.67480, 17.14674 |                | Ladda upp en till bild av denna byggnad                                   |
| Forsbacka herrgård (Forsbacka 20:9)                                                         | Äldreboende, ålderdomshem, herrgård, bruksherrgård (7 byggnader)  | 1777                     |          | Forsbacka         | 60.61085, 16.90601 |                | Ladda upp en till bild av denna byggnad                                   |
| Frimurarhuset (Norr 43:1; f.d. Wachtmeister 1)                                              | Ordenshus (1 byggnad)                                             | 1871                     |          | Gävle             | 60.67470, 17.14835 |                | Ladda upp en till bild av denna byggnad                                   |
| Kvarteret Springer 2 (Brynäs 9:2)                                                           | Fiskegård (3 byggnader)                                           | 1801                     |          | Gävle             | 60.67472, 17.15884 |                | Ladda upp en till bild av denna byggnad                                   |
| Kvarteret Springer 3 (Brynäs 9:3)                                                           | Fiskegård (3 byggnader)                                           | 1810                     |          | Gävle             | 60.67467, 17.15867 |                | Ladda upp en till bild av denna byggnad                                   |
| Kvarteret Springer 4 (Brynäs 9:4)                                                           | Fiskegård (3 byggnader)                                           | 1700-talets senare hälft |          | Gävle             | 60.67469, 17.15851 |                | Ladda upp en till bild av denna byggnad                                   |
| Kvarteret Springer 5 (Brynäs 9:5)                                                           | Fiskegård (3 byggnader)                                           | 1795                     |          | Gävle             | 60.67469, 17.15833 |                | Ladda upp en till bild av denna byggnad                                   |
| Kvarteret Springer 6 (Brynäs 9:6)                                                           | Fiskegård (3 byggnader)                                           | 1700-talets senare hälft |          | Gävle             | 60.67465, 17.15816 |                | Ladda upp en till bild av denna byggnad                                   |
| Televerkets hus (Norr 25:5)                                                                 | Telegrafstation och televerk (1 byggnad)                          | 1912                     |          | Gävle             | 60.67615, 17.14687 |                | Ladda upp en till bild av denna byggnad                                   |
| Kvarteret Kollegan 1 (Norr 4:1)                                                             | Bostadshus, flerbostadshusområde med kategoriboende (3 byggnader) | 1879                     |          | Gävle             | 60.67625, 17.13886 |                | Ladda upp en till bild av denna byggnad                                   |
| Lars-Ors (Oppala 5:42)                                                                      | Bondgård (3 byggnader)                                            | 1769                     |          | Oppala            | 60.76478, 17.17123 |                | Ladda upp en bild av denna byggnad                                        |
| Länsfängelset, Gävle (Söder 6:4)                                                            | Kriminalvårdsanstalt (2 byggnader)                                | 1846                     |          | Gävle             | 60.67149, 17.14293 |                | Ladda upp en till bild av denna byggnad                                   |
| Strömsbro textilfabrik (Strömsbro 77:6)                                                     | Textil och konfektion, spinneri, väveri (7 byggnader)             | 1851                     |          | Gävle (Strömsbro) | 60.69818, 17.15973 |                | Ladda upp en till bild av denna byggnad                                   |
| Gävle slott (Söder 5:1; f.d. Gefleborg 1)                                                   | Slott, residens (4 byggnader)                                     | 1597                     |          | Gävle             | 60.67218, 17.14383 |                | Ladda upp en till bild av denna byggnad                                   |
| Gävle södra station (Norrtull 36:19)                                                        | Järnvägsstation (1 byggnad)                                       | 1926                     |          | Gävle             | 60.67203, 17.15523 |                | Ladda upp en till bild av denna byggnad                                   |
| Gävle Teater (Norrtull 28:2; f.d. Thalia 2)                                                 | Teater (1 byggnad)                                                | 1878                     |          | Gävle             | 60.67784, 17.14116 |                | Ladda upp en till bild av denna byggnad                                   |
| Kronobränneriet och Testebokvarn (Strömsbro 77:6; f.d. Vävaren1)                            | Kvarn, bränneri (2 byggnader)                                     | 1776                     |          | Gävle (Strömsbro) | 60.69866, 17.16027 |                | Ladda upp en till bild av denna byggnad                                   |
| Kronobränneriets magasin (Strömsbro 34:2; f.d. Korset 2)                                    | Bränneri (1 byggnad)                                              | 1784                     |          | Gävle (Strömsbro) | 60.70298, 17.15850 |                | Ladda upp en till bild av denna byggnad                                   |
| Mackmyra herrgård och stångjärnssmedja (Mackmyra 28:1 o 17:2 o 13:1)                        | Bruk, herrgård, bruksherrgård (7 byggnader)                       | 1800                     |          | Valbo             | 60.64004, 16.96688 |                | Ladda upp en till bild av denna byggnad                                   |
| Själanderska skolan (Norr 16:1; f.d. Kustos 1)                                              | Skola (1 byggnad)                                                 | 1877                     |          | Gävle             | 60.67647, 17.14354 |                | Ladda upp en till bild av denna byggnad                                   |
| Stenebergs sockerbruk (Pumpmakaren nr 3)                                                    | Bruk (1 byggnad)                                                  | 1739                     |          | Gävle             | 60.67142, 17.16005 |                | Ladda upp en till bild av denna byggnad                                   |
| Strömsbro gamla skola (Skolmästaren 1)                                                      | Skola (1 byggnad)                                                 | 1830                     |          | Gävle (Strömsbro) | 60.70438, 17.15894 |                | Ladda upp en till bild av denna byggnad                                   |
| Strömsbrogården (Strömsbro herrgård; Strömsbro 16:1 - 16:4; f.d. Strömkarlen 1 och stg 172) | Herrgård, bruksherrgård (3 byggnader)                             | 1877                     |          | Gävle (Strömsbro) | 60.70279, 17.15765 |                | Ladda upp en till bild av denna byggnad                                   |
| Tingshuset i Gävle (Väster 32:3; f.d. Väster 32:1-2 o Notarius 3)                           | Tingshus (1 byggnad)                                              | 1875                     |          | Gävle             | 60.67224, 17.13928 |                | Ladda upp en till bild av denna byggnad                                   |
| Tolvfors bruk (Tolvfors 2:1)                                                                | Bruk (28 byggnader)                                               | 1756                     |          | Gävle             | 60.68071, 17.11028 |                | Se fler bilder av denna byggnad · Ladda upp en till bild av denna byggnad |
| Westergrenska stiftelsen (Vallbacken 19:1)                                                  | Äldreboende, ålderdomshem (1 byggnad)                             | 1928                     |          | Gävle             | 60.66720, 17.13962 |                | Ladda upp en till bild av denna byggnad                                   |
| Åby gård (Åby 4:2)                                                                          | Herrgård,Säteri (1 byggnad)                                       | 1799                     |          | Valbo             | 60.64718, 17.03819 |                | Ladda upp en till bild av denna byggnad                                   |

## Hofors kommun
| Namn                       | Ursprunglig funktion   | Byggår     | Arkitekt | Plats    | Läge               | Anläggnings-ID | Bild                               |
| -------------------------- | ---------------------- | ---------- | -------- | -------- | ------------------ | -------------- | ---------------------------------- |
| Erkas (Åsmundshyttan 12:7) | Bondgård (5 byggnader) | 1700-talet |          | Torsåker | 60.47817, 16.46580 |                | Ladda upp en bild av denna byggnad |

## Hudiksvalls kommun
| Namn                                          | Ursprunglig funktion                  | Byggår             | Arkitekt                | Plats       | Läge                 | Anläggnings-ID | Bild                                    |
| --------------------------------------------- | ------------------------------------- | ------------------ | ----------------------- | ----------- | -------------------- | -------------- | --------------------------------------- |
| Brunska gården (Kv. Gamla apoteket 1)         | Apotek, borgargård (4 byggnader)      | 1844               |                         | Hudiksvall  | 61.72731, 17.11338   |                | Ladda upp en till bild av denna byggnad |
| Byströms (Trogsta 2:2)                        | Bondgård (7 byggnader)                | 1800-talets början |                         | Forsa       | 61.71841, 16.91171   |                | Ladda upp en bild av denna byggnad      |
| Ede såg (Ede 11:14)                           | Såg (3 byggnader)                     | 1923               |                         | Delsbo      | 61.80857, 16.55101   |                | Ladda upp en till bild av denna byggnad |
| Oppegården (Halsta 1:1)                       | Bondgård (15 byggnader)               | 1750-talet         |                         | Hälsingtuna | 61.77611, 17.07314   |                | Ladda upp en till bild av denna byggnad |
| Hudiksvalls stationshus (Strand 3:7)          | Järnvägsstation (2 byggnader)         | 1888               | Adolf Wilhelm Edelsvärd | Hudiksvall  | 61.724653, 17.108036 |                | Ladda upp en till bild av denna byggnad |
| Hudiksvalls stations perrongtak (Strand 3:1)  | Perrongtak (1 byggnad)                | 1927               |                         | Hudiksvall  | 61.724091, 17.108594 |                | Ladda upp en till bild av denna byggnad |
| Iggesunds gamla järnverk (Iggesunds bruk 1:1) | Bruk (2 byggnader)                    | 1885               |                         | Iggesund    | 61.63894, 17.07237   |                | Ladda upp en till bild av denna byggnad |
| Kuggörarnas kapell (Arnön 12:41)              | Religionsutövning - Kapell            | 1778               |                         | Kuggörarna  | 61.702778, 17.520833 |                | Ladda upp en till bild av denna byggnad |
| Movikens masugn (Moviken 2:6)                 | Hytta (2 byggnader)                   | 1904               |                         | Bjuråker    | 61.93204, 16.65655   |                | Ladda upp en till bild av denna byggnad |
| Norrgården (Flatmo 2:6)                       | Bondgård (5 byggnader)                | 1852               |                         | Forsa       | 61.79713, 16.84616   |                | Ladda upp en bild av denna byggnad      |
| Rönnebo (Änga 6:15)                           | Boställe,Officersboställe (1 byggnad) | 1750-talet         |                         | Bjuråker    | 61.85428, 16.56502   |                | Ladda upp en bild av denna byggnad      |
| Strömbacka smedja (Strömbacka 1:58 och 1:2)   | Bruk (2 byggnader)                    | 1700-talet         |                         | Strömbacka  | 61.95897, 16.71885   |                | Ladda upp en till bild av denna byggnad |
| Ystegårn (Hillsta 6:1-2)                      | Bondgård (11 byggnader)               | 1700-talet         |                         | Forsa       | 61.73639, 16.88123   |                | Ladda upp en till bild av denna byggnad |

## Ljusdals kommun
| Namn | Ursprunglig funktion                               | Byggår     | Arkitekt | Plats           | Läge               | Anläggnings-ID | Bild                                                                      |
| --- | -------------------------------------------------- | ---------- | -------- | --------------- | ------------------ | -------------- | ------------------------------------------------------------------------- |
| Digerkölsvallen (Hårva 7:9, 7:5, 1:8-9, 6:11, 6:4-5, 16:2, 5:4, 12:5, 15:1 och Svedja 7:29, 5:6, 7:10-11, 8:13-14) | Fäbod (27 byggnader)                               | 1800-talet |          | Ramsjö          | 61.88699, 15.31777 |                | Ladda upp en bild av denna byggnad                                        |
| Fågelsö gammelgård (Fågelsjö 1:1, 1:4)                                                                             | Bondgård (14 byggnader)                            | 1818       |          | Fågelsjö        | 61.79644, 14.63431 |                | Se fler bilder av denna byggnad · Ladda upp en till bild av denna byggnad |
| Gammellåks (Karsjö 1:46)                                                                                           | Bondgård (10 byggnader)                            | 1758       |          | Karsjö          | 61.63851, 16.26505 |                | Ladda upp en till bild av denna byggnad                                   |
| Härbet i Yg (Yg 2:33)                                                                                              | Bondgård (1 byggnad)                               | 1315       |          | Färila          | 61.80031, 15.91155 |                | Ladda upp en till bild av denna byggnad                                   |
| Härbret i Sandvik (Gärde 1:17)                                                                                     | Bondgård (1 byggnad)                               | 1299       |          | Ljusdals socken | 61.98688, 16.04846 |                | Ladda upp en bild av denna byggnad                                        |
| Hians (Löräng 11:2)                                                                                                | Bondgård, bro, kvarn, husbehovskvarn (3 byggnader) | 1830       |          | Ljusdals socken | 61.66770, 16.14926 |                | Ladda upp en till bild av denna byggnad                                   |
| Hybo stationshus (Hybo 13:4)                                                                                       | Järnvägsstation (1 byggnad)                        | 1886       |          | Hybo            | 61.79681, 16.19229 |                | Ladda upp en till bild av denna byggnad                                   |
| Järnvägshotellet (Kläppa 25:4)                                                                                     | Hotell (1 byggnad)                                 | 1880       |          | Ljusdal         | 61.82724, 16.09602 |                | Ladda upp en till bild av denna byggnad                                   |
| Kristofers (Stene 3:19)                                                                                            | Bondgård (5 byggnader)                             | 1887       |          | Järvsö          | 61.70723, 16.19586 |                | Ladda upp en till bild av denna byggnad                                   |
| Kvistabäckens flottled (Gräningsvallen 1:4; f.d. Gäddsjö 1:1 och Storhaga 13:2)                                    | Flottningsanläggning (inga registrerade byggnader) | 1878       |          | Kårböle         | 62.14963, 15.17057 |                | Ladda upp en till bild av denna byggnad                                   |
| Bommars (Letsbo 2:10)                                                                                              | Bondgård (7 byggnader)                             | 1849       |          | Tallåsen        | 61.93071, 15.87808 |                | Ladda upp en till bild av denna byggnad                                   |
| Los brynsåg (Storbyn 10:1)                                                                                         | Kvarn,Såg (1 byggnad)                              | 1940       |          | Los             | 61.78083, 15.17874 |                | Ladda upp en bild av denna byggnad                                        |
| Nors ångsåg (Nor 4:2)                                                                                              | Såg (6 byggnader)                                  | 1898       |          | Järvsö          | 61.66131, 16.32135 |                | Ladda upp en till bild av denna byggnad                                   |
| Östigården (Storhaga 18:1)                                                                                         | Bondgård (1 byggnad)                               | 1829       |          | Ljusdals socken | 61.78543, 15.95310 |                | Ladda upp en till bild av denna byggnad                                   |
| Stenegård (Stene 9:1; f.d. Stene 5:1, 6:2)                                                                         | Ämbets- och tjänstemannaboställe (12 byggnader)    | 1857       |          | Järvsö          | 61.70839, 16.18836 |                | Ladda upp en till bild av denna byggnad                                   |
| Torkelsbo (Ångsäter 6:10, 6:25 och Ljusdals-Ede 1:11)                                                              | Fäbod (15 byggnader)                               | 1800-talet |          | Ljusdals socken | 61.89153, 16.12481 |                | Ladda upp en bild av denna byggnad                                        |
| Vålsjö kvarn (Nordsjö 3:39)                                                                                        | Kvarn (3 byggnader)                                | 1857       |          | Järvsö socken   | 61.73572, 16.28423 |                | Ladda upp en till bild av denna byggnad                                   |

## Nordanstigs kommun
| Namn                      | Ursprunglig funktion    | Byggår     | Arkitekt | Plats     | Läge               | Anläggnings-ID | Bild                                    |
| ------------------------- | ----------------------- | ---------- | -------- | --------- | ------------------ | -------------- | --------------------------------------- |
| Ersk-Mats (Lindsjön 1:13) | Bondgård (13 byggnader) | 1776       |          | Hassela   | 62.17356, 16.51005 |                | Ladda upp en till bild av denna byggnad |
| Svensgård (Å 3:2)         | Bondgård (7 byggnader)  | 1870-talet |          | Jättendal | 61.98167, 17.26191 |                | Ladda upp en till bild av denna byggnad |

## Ockelbo kommun
| Namn | Ursprunglig funktion | Byggår | Arkitekt | Plats     | Läge               | Anläggnings-ID | Bild                                    |
| --- | -------------------- | ------ | -------- | --------- | ------------------ | -------------- | --------------------------------------- |
| Brattfors bruk (Brattfors 1:4, 1:8 och Böle S:9, 1:49-50, 1:52-53, 1:55; f.d. Brattfors bruk 1:1 och Åkerby 1:1) | Bruk (10 byggnader)  | 1831   |          | Brattfors | 60.84338, 16.66597 |                | Ladda upp en bild av denna byggnad      |
| Wij valsverk (Vi 1:150)                                                                                          | Smedja (1 byggnad)   | 1885   |          | Ockelbo   | 60.88415, 16.70617 |                | Ladda upp en till bild av denna byggnad |

## Ovanåkers kommun
| Namn                                     | Ursprunglig funktion              | Byggår           | Arkitekt | Plats     | Läge               | Anläggnings-ID | Bild                                    |
| ---------------------------------------- | --------------------------------- | ---------------- | -------- | --------- | ------------------ | -------------- | --------------------------------------- |
| Bångagården (Alfta kyrkby 6:3)           | Bondgård (4 byggnader)            | 1830             |          | Runemo    | 61.35003, 16.15205 |                | Ladda upp en bild av denna byggnad      |
| Gamla pappershandeln (Norra Edsbyn 37:2) | Bostadshus, affärshus (1 byggnad) | 1907             |          | Edsbyn    | 61.38315, 15.81354 |                | Ladda upp en till bild av denna byggnad |
| Jon-Lars (Långhed 4:11, Långheds by)     | Bondgård (13 byggnader)           | 1851             |          | Långhed   | 61.39010, 16.05163 |                | Ladda upp en till bild av denna byggnad |
| Nygårds (Vängsbo 1:5, Vängsbo by)        | Bondgård (20 byggnader)           | 1897             |          | Ovanåker  | 61.38415, 15.92684 |                | Ladda upp en bild av denna byggnad      |
| Pallars (Långhed 12:5, Långheds by)      | Bondgård (11 byggnader)           | 1855             |          | Långhed   | 61.39845, 16.04583 |                | Ladda upp en till bild av denna byggnad |
| Skommars (Grängsbo 9:15, Grängsbo by)    | Bondgård (7 byggnader)            | 1800-talets slut |          | Ovanåker  | 61.33057, 15.90956 |                | Ladda upp en till bild av denna byggnad |
| Tutabo (Grängsbo 9:3, Grängsbo by)       | Bondgård (16 byggnader)           | 1885             |          | Ovanåker  | 61.32781, 15.89937 |                | Ladda upp en till bild av denna byggnad |
| Voxna herrgård (Njupan 1:62)             | Herrgård (1 byggnad)              | 1791             |          | Voxnabruk | 61.36665, 15.50865 |                | Ladda upp en till bild av denna byggnad |
| Voxna smedja (Njupan 1:1)                | Smedja (1 byggnad)                | 1893             |          | Voxnabruk | 61.36509, 15.51199 |                | Ladda upp en till bild av denna byggnad |

## Sandvikens kommun
| Namn                                   | Ursprunglig funktion                           | Byggår     | Arkitekt | Plats               | Läge               | Anläggnings-ID | Bild                               |
| -------------------------------------- | ---------------------------------------------- | ---------- | -------- | ------------------- | ------------------ | -------------- | ---------------------------------- |
| Mjölnargården i Gavelhyttan (Nor 10:2) | Ämbets- och tjänstemannaboställe (5 byggnader) | 1784       |          | Gavelhyttan         | 60.55954, 16.61174 |                | Ladda upp en bild av denna byggnad |
| Nygårds (Bro 3:7)                      | Bondgård, fäbod (16 byggnader)                 | 1700-talet |          | Storvik och Ovansjö | 60.60887, 16.47982 |                | Ladda upp en bild av denna byggnad |
| Riksdagsmans (Åsen 1:87)               | Bondgård (1 byggnad)                           | 1884       |          | Kungsgården         | 60.60795, 16.60223 |                | Ladda upp en bild av denna byggnad |

## Söderhamns kommun
| Namn | Ursprunglig funktion                                       | Byggår             | Arkitekt | Plats                    | Läge               | Anläggnings-ID | Bild                                    |
| --- | ---------------------------------------------------------- | ------------------ | -------- | ------------------------ | ------------------ | -------------- | --------------------------------------- |
| Gatu- och parkmark runt Rådhustorget (Rådhuset 1, Fåret 2, Oxen 7, Hunden 1, Elefanten 1-4, Vargen 1-2, Pantern 6, Lejonet 1-2, Ekorren 1,Björnen 4, Hästen 3, 5) | Gatumark, park (inga registrerade byggnader)               | 1870-1890          |          | Söderhamn (Rådhustorget) | 61.30104, 17.05059 |                | Ladda upp en till bild av denna byggnad |
| Gamla gevärsfaktoriet (Borrhuset, Faktoriet 1) | Faktori (1 byggnad)                                        | 1748               |          | Söderhamn                | 61.30106, 17.04448 |                | Ladda upp en till bild av denna byggnad |
| Sidenhuset (Fåret 2) | Bostadshus, affärshus, kontorshus (1 byggnad)              | 1879               |          | Söderhamn (Rådhustorget) | 61.30110, 17.04964 |                | Ladda upp en till bild av denna byggnad |
| Västergården i Asta (Askesta 5:2) | Bondgård (2 byggnader)                                     | 1800-talets början |          | Söderala                 | 61.27408, 16.99284 |                | Ladda upp en till bild av denna byggnad |
| Kvarteret Björnen 4 (Björnen 4) | Affärshus,Kontorshus (3 byggnader)                         | 1879               |          | Söderhamn (Rådhustorget) | 61.30225, 17.05129 |                | Ladda upp en till bild av denna byggnad |
| Centralhotellet (Ekorren 1) | Hotell (2 byggnader)                                       | 1878               |          | Söderhamn (Rådhustorget) | 61.30120, 17.05168 |                | Ladda upp en till bild av denna byggnad |
| Rådhuskonditoriet (Elefanten 1) | Bostadshus (1 byggnad)                                     | 1877               |          | Söderhamn (Rådhustorget) | 61.30149, 17.05125 |                | Ladda upp en till bild av denna byggnad |
| Bergstedts (Elefanten 2) | Bostadshus (1 byggnad)                                     | 1878               |          | Söderhamn (Rådhustorget) | 61.30154, 17.05202 |                | Ladda upp en till bild av denna byggnad |
| Kvarteret Elefanten 3 (Televerket, Elefanten 3) | Telegrafstation och televerk (1 byggnad)                   | 1970?              |          | Söderhamn (Rådhustorget) | 61.30174, 17.05171 |                | Ladda upp en till bild av denna byggnad |
| Gamla posten (Elefanten 4) | Bank, bostadshus med lokal (1 byggnad)                     | 1873               |          | Söderhamn (Rådhustorget) | 61.30171, 17.05119 |                | Ladda upp en till bild av denna byggnad |
| Erik-Anders (Ellne 1:21) | Bondgård (2 byggnader)                                     | 1827               |          | Söderala                 | 61.27243, 16.99355 |                | Ladda upp en till bild av denna byggnad |
| Kvarteret Hästen 3 (Hästen 3) | Bostadshus med lokal (1 byggnad)                           | 1877               |          | Söderhamn (Rådhustorget) | 61.30200, 17.04963 |                | Ladda upp en till bild av denna byggnad |
| Kvarteret Hästen 5 (Hästen 5) | Bostadshus (1 byggnad)                                     | 1912               |          | Söderhamn (Rådhustorget) | 61.30224, 17.04957 |                | Ladda upp en till bild av denna byggnad |
| Gamla järnvägsstationen (Hunden 1) | Järnvägsstation (1 byggnad)                                | 1861               |          | Söderhamn (Rådhustorget) | 61.30257, 17.04964 |                | Ladda upp en till bild av denna byggnad |
| Förvaltningshuset (Lejonet 1-2) | Förvaltningsbyggnad (1 byggnad)                            | 1982               |          | Söderhamn (Rådhustorget) | 61.30028, 17.05067 |                | Ladda upp en till bild av denna byggnad |
| Söderhamns station (Öster 3:3) | Järnvägsstation (1 byggnad)                                | 1886               |          | Söderhamn                | 61.30365, 17.06534 |                | Ladda upp en till bild av denna byggnad |
| Stadshotellet (Oxen 7) | Hotell, stadshotell (1 byggnad)                            | 1879               |          | Söderhamn (Rådhustorget) | 61.30139, 17.04978 |                | Ladda upp en till bild av denna byggnad |
| Odd Fellowlogen (Pantern 6) | Ordenshus (1 byggnad)                                      | 1883               |          | Söderhamn (Rådhustorget) | 61.30029, 17.04997 |                | Ladda upp en till bild av denna byggnad |
| Rådhuset (Rådhuset 1) | Rådhus, polishus, telegrafstation och televerk (1 byggnad) | 1860               |          | Söderhamn (Rådhustorget) | 61.30159, 17.05053 |                | Ladda upp en till bild av denna byggnad |
| Kvarteret Tigern 5 (Tigern 5) | Bostadshus (1 byggnad)                                     | 1878               |          | Söderhamn (Rådhustorget) | 61.30042, 17.05205 |                | Ladda upp en till bild av denna byggnad |
| Prästgården (Vargen 1) | Boställe, prästgård (1 byggnad)                            | 1879               |          | Söderhamn (Rådhustorget) | 61.30261, 17.05099 |                | Ladda upp en till bild av denna byggnad |
| Kvartetet Vargen 2 (Vargen 2) | Bostadshus med lokal (1 byggnad)                           | 1879               |          | Söderhamn (Rådhustorget) | 61.30263, 17.05156 |                | Ladda upp en till bild av denna byggnad |
| Järnvägsviadukten (Västra Berget 3:1 och Östra Berget 3:1) | Bro, järnvägsbro (1 byggnad)                               | 1915               |          | Söderhamn                | 61.30070, 17.05082 |                | Ladda upp en till bild av denna byggnad |
| Storjungfruns fyrplats (Skärgården 2:90; fd stg 1063) | Fyrplats (1 byggnad)                                       | 1838               |          | Storjungfrun             | 61.16766, 17.33444 |                | Ladda upp en bild av denna byggnad      |